# DFS Classic 1993
Il DFS Classic 1993  è stato un torneo di tennis giocato sull'erba.
È stata la 12ª edizione del DFS Classic, che fa parte della categoria Tier III nell'ambito del WTA Tour 1993.
Si è giocato al Edgbaston Priory Club a Birmingham in Inghilterra, dal 7 al 13 giugno 1993.

## Campionesse

### Singolare
Lori McNeil ha battuto in finale  Zina Garrison con il punteggio di 6–4, 2–6, 6–3

### Doppio
Lori McNeil /  Martina Navrátilová hanno battuto in finale  Pam Shriver /  Elizabeth Smylie  6–3, 6–4